# 유엔 안전 보장 이사회 결의 제2001 ~ 2100호 목록
다음은 유엔 안전 보장 이사회에서 2011년 7월 28일부터 2013년 4월 25일까지 결의된 제1501~1600호 결의안의 목록이다.

## 문서가 있는 결의안 목록
- 유엔 안전 보장 이사회 결의 제2016호 (2011년 10월 27일)